# Maribo Station
Maribo Station er Maribos centrale punkt for tog- og bustrafik. Togene over stationen kører på Lollandsbanen, mens busserne drives af Movia (tidligere Storstrøms Trafikselskab).
Stationen har fire spor. Tog mod Nykøbing Falster benytter normalt spor tre, og tog mod Nakskov spor et.
Spor to benyttes af Museumsbanen Maribo-Bandholm (veteranbane) på den tidligere Maribo-Bandholm Jernbane.